# Léon Frapié
Léon Eugène Frapié (París, 27 de enero de 1863 - Ibíd., 1949) fue un escritor y novelista francés.

## Biografía
Léon Frapié colaboró con revistas y diarios y escribió algunas novelas . Pero fue su novela La Maternelle (Premio Goncourt 1904) la que le dio notoriedad. La novela hace un retrato de los movimientos y desilusiones en una escuela infantil de los barrios pobres. En general, la obra de Léon Frapié se conecta con la tradición de la ficción realista .
La Square Léon Frapié, un parque del XX Distrito de Paris en Porte des Liles, lleva su nombre.

## Obras
Entre las obras de este escritor, también se puede mencionar:

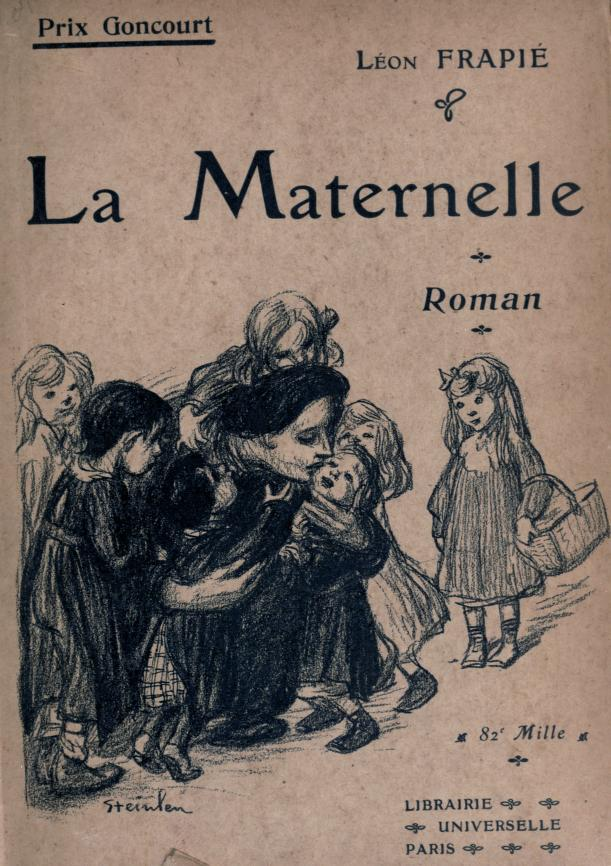
Portada de La Maternelle, 1904

- L'Institutrice de province - El Maestro de provincia (1897)
- Marcelin Gayard (1902)
- La Maternelle - Jardín de infancia (Premio Goncourt 1904)
- Les Obsédés - Obsesionados (1904)
- L'Écolière - La Colegiala (1905), una colección de cuentos
- La Boîte aux Gosses - La Caja de Niños (1907)
- La Figurante - El figurante (1908)
- Les Contes de la maternelle - Cuentos de la guardería (1910)
- Les Contes de la guerre - Cuentos de la guerra (1915)
- Les Bonnes Gens - Gente buena (1918)
- Nouveaux Contes de la maternelle - Nuevos cuentos de la guardería (1919)
- Les Amies de Juliette - Los Amigos de Julieta (1922)
- Les Filles à marier - Chicas para Casarse (1923)
- La Divinisée - El Deificado (1927)
- Gamins de Paris - Los niños de París . Librairie Baudinière
- Les contes de Paris - Cuentos de París - Librairie Baudinière